# 巫山博物馆
巫山博物馆 （英語：Wushan Museum）是位于重庆市巫山县博物馆。

## 历史
前身是巫山文物管理所，2012年12月1日建成开馆，位于重庆市巫山县高唐街道平湖西路369号，建筑面积13,300平方米，占地面积8,334平方米，有六个展厅，馆藏文物6万余件，2018年10月被评为国家二级博物馆。

## 营业时间
- 周二至周日：上午九点至下午五点
- 周一闭馆